# Ranunculus eschscholtzii
Ranunculus eschscholtzii là một loài thực vật có hoa trong họ Mao lương. Loài này được Schltdl. miêu tả khoa học đầu tiên năm 1820.

## Hình ảnh

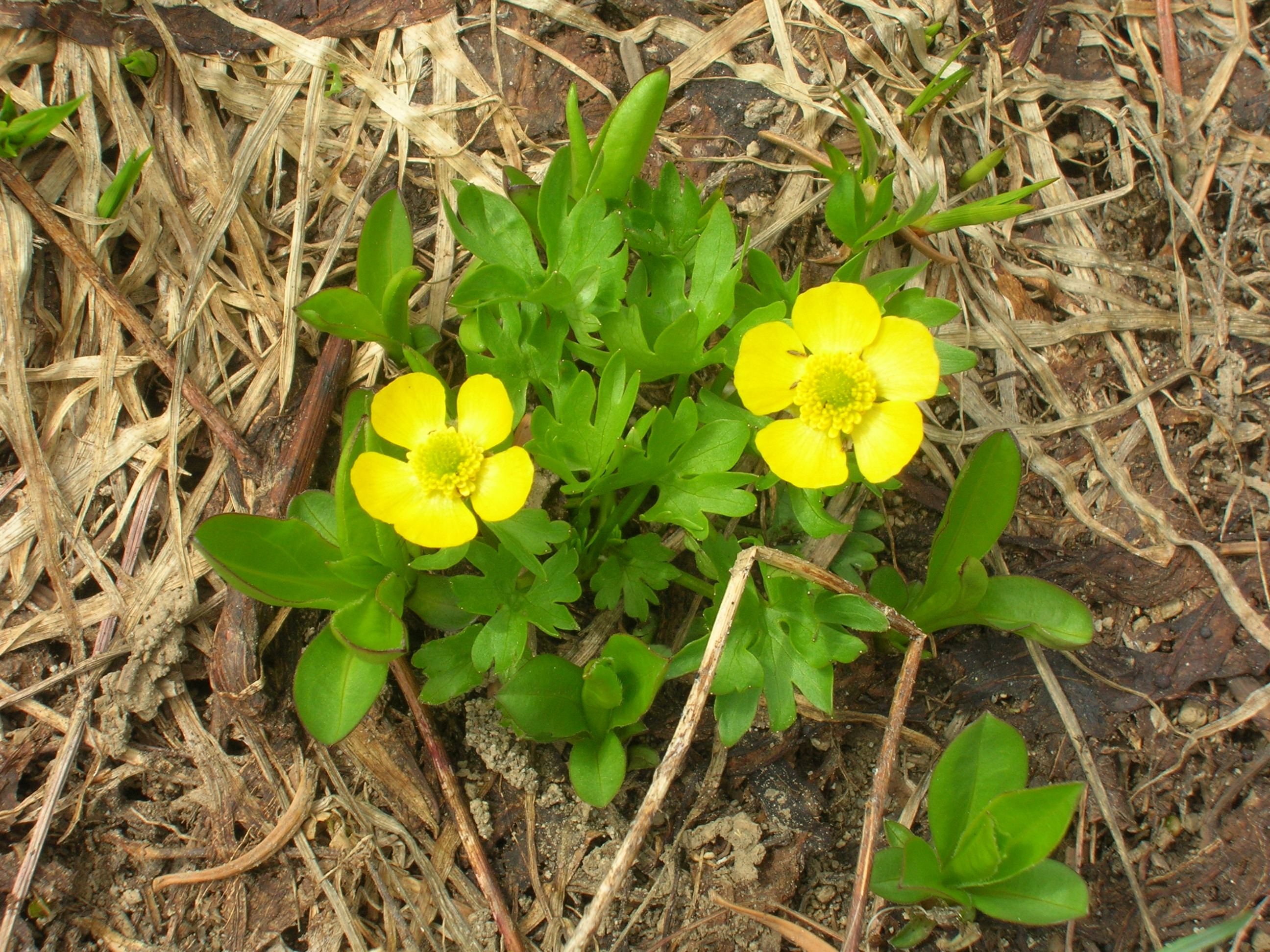
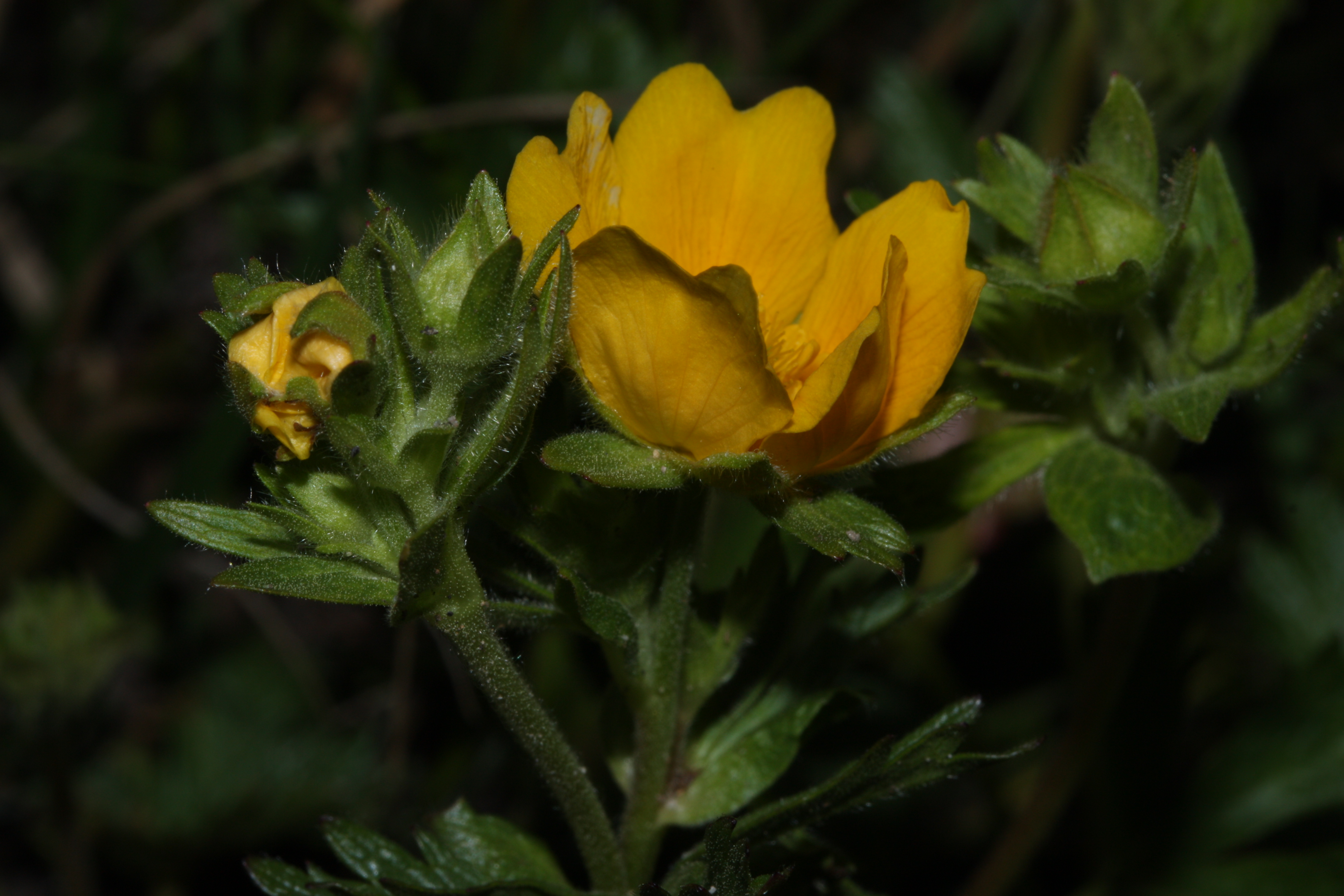
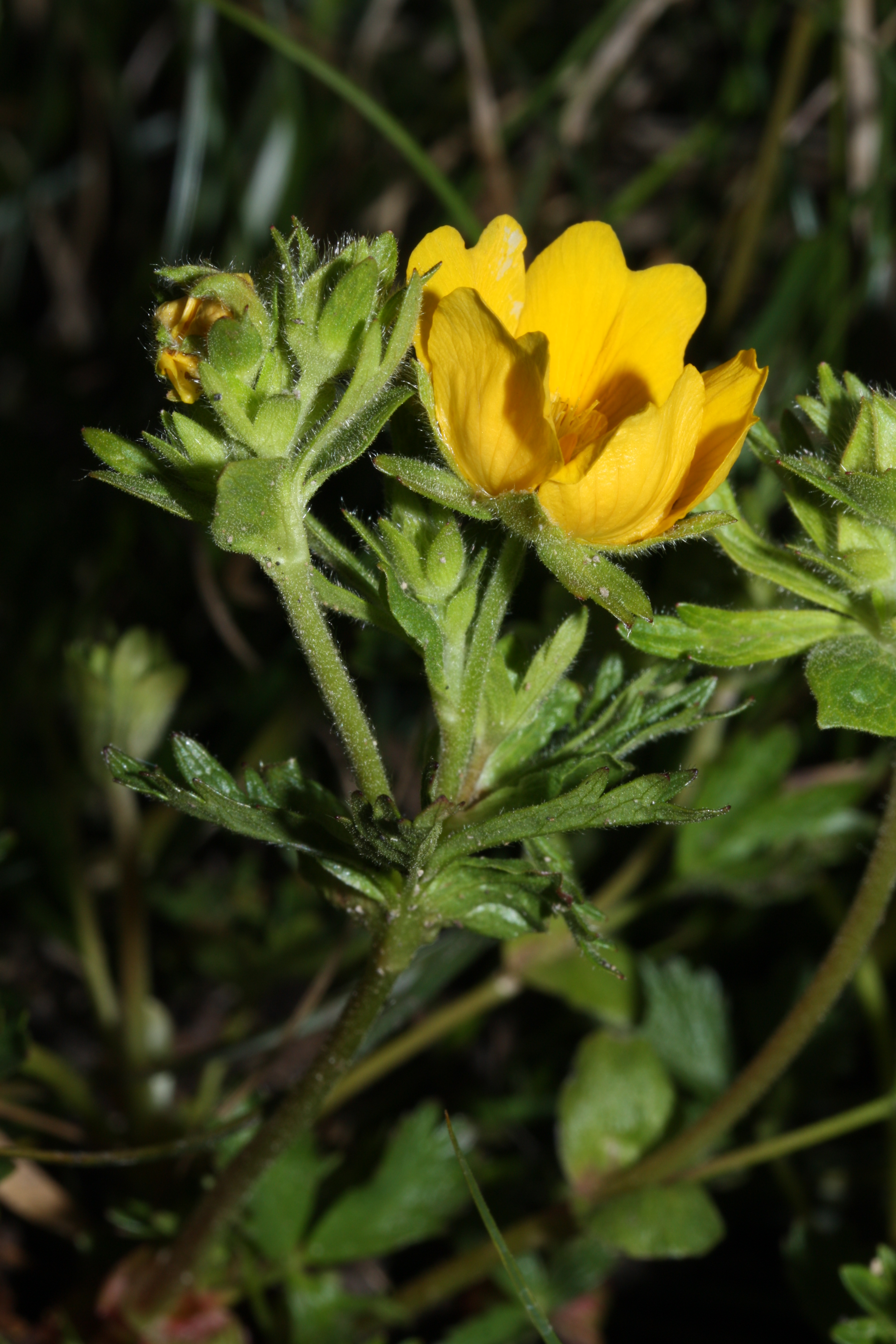
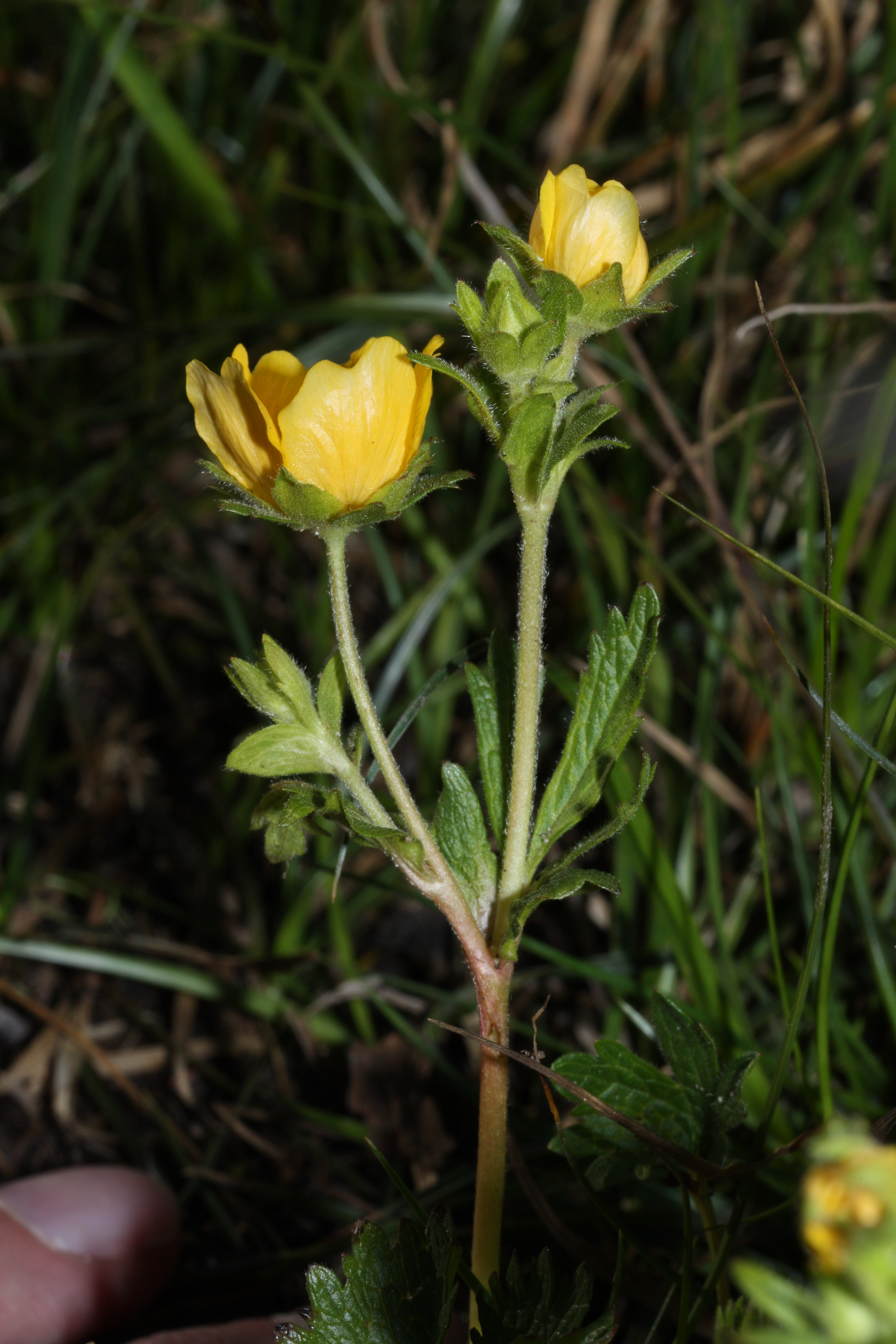